# Morris Peterson
Morris Russell Peterson, Jr. (Flint, Míchigan; 26 de agosto de 1977) es un exjugador de baloncesto estadounidense que jugó durante 11 temporadas en la NBA. Con 2,01 metros de altura, jugaba en la posición de escolta.

## Carrera

### Universidad
Peterson jugó al baloncesto universitario con los Spartans de la Universidad Estatal de Míchigan, ayudando al equipo a conseguir el campeonato nacional de la NCAA en 2000. En su año sénior, Peterson lideró al equipo en anotación y en porcentaje de tiros de campo y tiros libres. Fue votado como el mejor jugador de la Big Ten Conference y en el mejor quinteto del mismo.

### NBA
Fue seleccionado por Toronto Raptors en el Draft de la NBA de 2000 en la 21.ª posición, jugando 80 encuentros en su primera temporada en la liga y promediando 9.3 puntos por partido. En las siguientes dos campañas, mantuvo sus promedios anotadores por encima de los 14 puntos por noche. Desde la temporada 2002-03 hasta la 2005-06, Peterson jugó los 82 encuentros en cada campaña. En la pasada regular season sus números han descendido, pero en cambio ha servido para ayudar a los Raptors a acceder a playoffs tras un largo periodo de sequía. 
El 31 de marzo de 2006 realizó su mejor partido en la NBA, anotando 38 puntos a Phoenix Suns, récord en su carrera. 
Después de siete temporadas en Toronto, el 13 de julio de 2007 firmó un contrato con New Orleans Hornets de 23 millones de dólares por cuatro años.
Tras tres años en New Orleans, el 8 de julio de 2010, es traspasado a Oklahoma City Thunder.
Disputó 4 encuentros en Oklahoma, antes de ser traspasado el 24 de febrero de 2011, junto con D. J. White a Charlotte Bobcats a cambio de Nazr Mohammed. Siendo cortado cuatro días más tarde, y suponiendo el final de su carrera deportiva.

## Estadísticas de su carrera en la NBA

### Temporada regular
| Año     | Equipo        | PJ  | PT  | MPP  | %TC  | %3P  | %TL  | RPP | APP | ROB | TPP | PPP  |
| ------- | ------------- | --- | --- | ---- | ---- | ---- | ---- | --- | --- | --- | --- | ---- |
| 2000–01 | Toronto       | 80  | 49  | 22.6 | .431 | .382 | .717 | 3.2 | 1.3 | .8  | .2  | 9.3  |
| 2001–02 | Toronto       | 63  | 56  | 31.6 | .438 | .364 | .751 | 3.5 | 2.4 | 1.2 | .2  | 14.0 |
| 2002–03 | Toronto       | 82  | 80  | 36.0 | .392 | .337 | .789 | 4.4 | 2.3 | 1.1 | .4  | 14.1 |
| 2003–04 | Toronto       | 82  | 29  | 26.2 | .405 | .371 | .809 | 3.2 | 1.4 | 1.1 | .2  | 8.3  |
| 2004–05 | Toronto       | 82  | 61  | 30.6 | .420 | .385 | .832 | 4.1 | 2.1 | 1.1 | .2  | 12.5 |
| 2005–06 | Toronto       | 82  | 77  | 38.3 | .436 | .395 | .820 | 4.6 | 2.3 | 1.3 | .2  | 16.8 |
| 2006–07 | Toronto       | 71  | 12  | 21.3 | .429 | .359 | .683 | 3.3 | .7  | .6  | .2  | 8.9  |
| 2007–08 | New Orleans   | 76  | 76  | 23.6 | .417 | .394 | .765 | 2.7 | .9  | .6  | .1  | 8.0  |
| 2008–09 | New Orleans   | 43  | 9   | 12.0 | .399 | .388 | .632 | 2.0 | .4  | .3  | .1  | 4.4  |
| 2009–10 | New Orleans   | 46  | 39  | 21.2 | .385 | .363 | .611 | 2.7 | .9  | .5  | .1  | 7.1  |
| 2010–11 | Oklahoma City | 4   | 0   | 5.8  | .400 | .000 | .000 | .8  | .3  | .0  | .0  | 1.0  |
| Total   | Total         | 711 | 488 | 27.2 | .418 | .373 | .773 | 3.5 | 1.5 | .9  | .2  | 10.7 |

### Playoffs
| Año   | Equipo      | PJ | PT | MPP  | %TC  | %3P  | %TL  | RPP | APP | ROB | TPP | PPP |
| ----- | ----------- | -- | -- | ---- | ---- | ---- | ---- | --- | --- | --- | --- | --- |
| 2001  | Toronto     | 8  | 3  | 13.8 | .514 | .444 | .750 | 1.5 | 1.9 | .8  | .0  | 5.4 |
| 2002  | Toronto     | 5  | 5  | 30.8 | .367 | .118 | .800 | 2.8 | 2.2 | 1.0 | .6  | 9.2 |
| 2007  | Toronto     | 6  | 2  | 30.5 | .517 | .500 | .833 | 4.5 | .3  | .3  | .3  | 6.8 |
| 2008  | New Orleans | 12 | 12 | 23.1 | .485 | .471 | .667 | 2.6 | .6  | .5  | .2  | 7.2 |
| 2009  | New Orleans | 2  | 0  | 10.5 | .200 | .333 | .750 | 1.5 | .5  | .5  | .0  | 3.0 |
| Total | Total       | 33 | 22 | 22.6 | .457 | .387 | .767 | 2.6 | 1.1 | .6  | .2  | 6.7 |

## Vida personal
Desde 2015 a 2017 fue comentarista deportivo de la cadena canadiense TSN.
En enero de 2018, abrió junto con Viktor Palushaj, un restaurante llamado "MoPetes Sports Retreat", a las afueras de su ciudad natal, Flint, en el vecino Municipio de Flint (Míchigan).